# Кэвен, Росс
Росс Кэ́вен (англ. Ross Caven; род. 4 августа 1965 года в Глазго, Шотландия) — шотландский футболист, защитник, рекордсмен клуба «Куинз Парк» по числу сыгранных матчей.

## Биография
Росс получал футбольное образование в академии «Поссил». Выпустившись оттуда в 1982 году, он получил предложения о контракте от трёх клубов из своего родного города Глазго. Его стремились подписать «Селтик», «Рейнджерс» и «Куинз Парк». Росс предпочёл соглашение с последними, так как «пауки» гарантировали ему скорое появление в первой команде, а другие клубы не могли этого предложить.
Из-за эпидемии травм Росс дебютировал за «Куинз Парк» уже 25 сентября 1982 года в матче против команды «Клайдбанк». Твёрдым игроком основы он стал с сезона 1984/85. Выступал Росс на различных позициях, от защиты до нападения. По итогам сезона 1986/87 он стал лучшим бомбардиром команды и мог перейти в клуб Высшего дивизиона, однако решил сосредоточиться на учёбе и не покидать стан «пауков». Росс продолжал оставаться ключевым игроком команды в 1990-х годах, несмотря на то, что в этот период его преследовали мелкие травмы. Также он был одним из самых грубых игроков клуба и получал не менее одного удаления за сезон.
26 января 1999 года Росс провёл свой 500-й матч за «Куинз Парк», это была встреча против «Стенхаусмюира». Летом 2001 года он принял решение завершить карьеру, однако осенью возобновил её, дабы помочь «паукам» избежать последнего места в лиге. Окончательно покинув футбол в 2002 году, Росс стал почётным президентом своего клуба.

## Достижения

### Командные
«Куинз Парк»
- Победитель Третьего дивизиона: 1999/00

### Личные
- Рекордсмен «Куинз Парк» по числу сыгранных матчей: 532 матча